# Харациновые

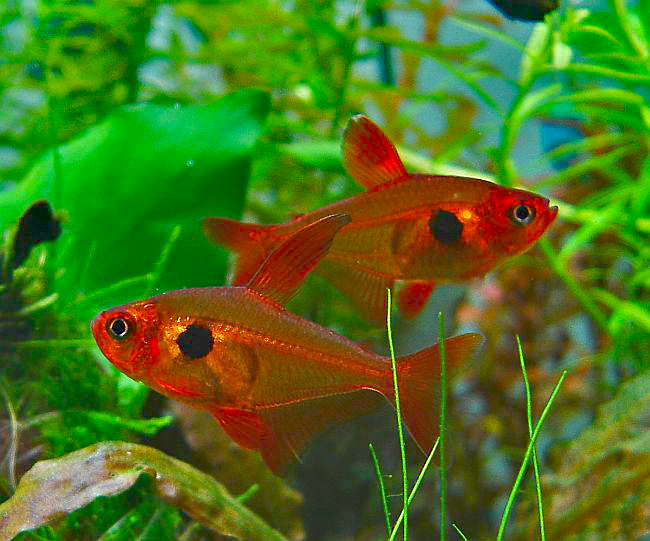
Красный фантом (Hyphessobrycon sweglesi)

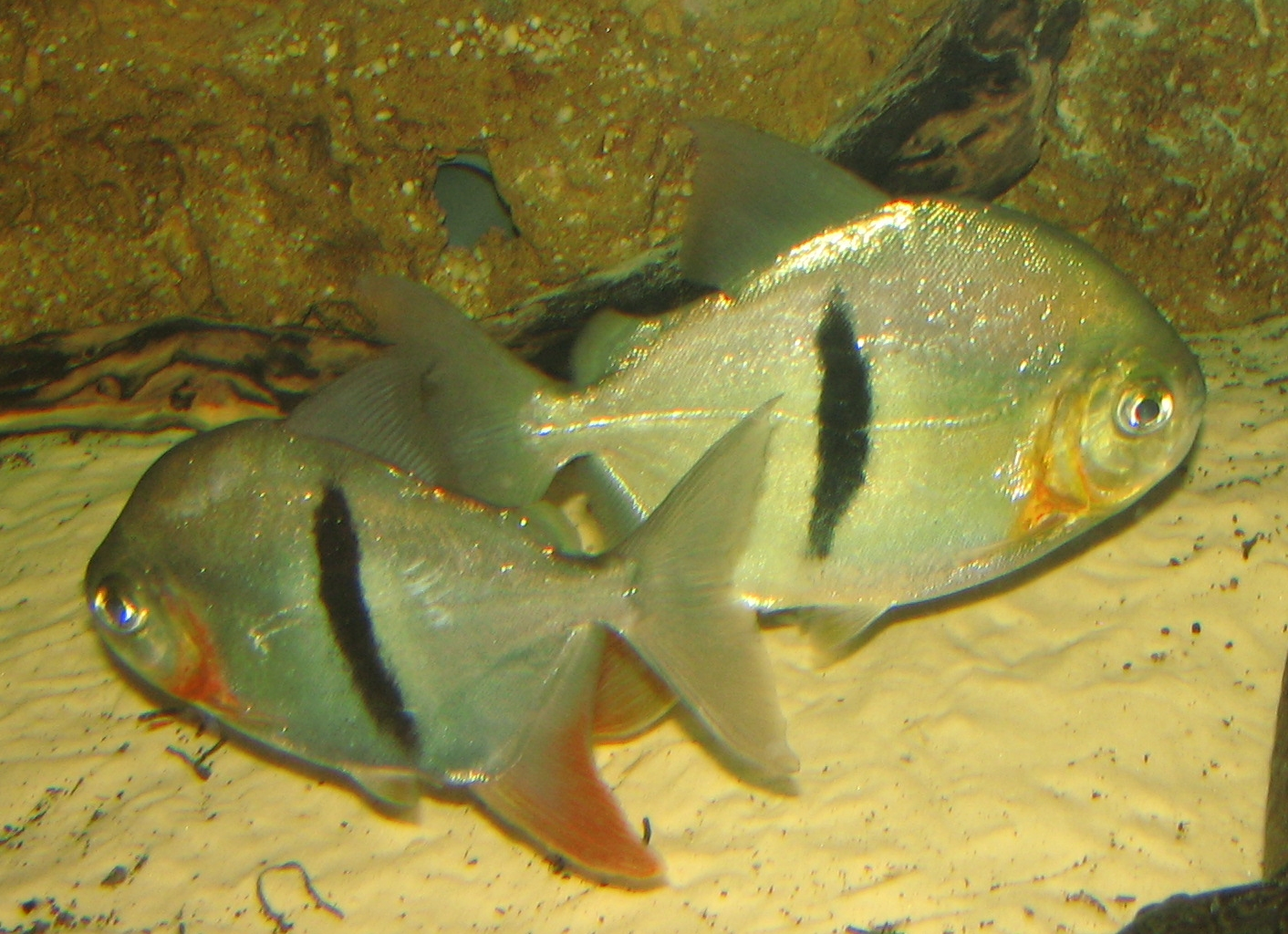

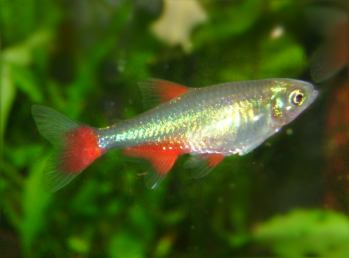
Красноплавниковый афиохаракс (Aphyocharax anisitsi)

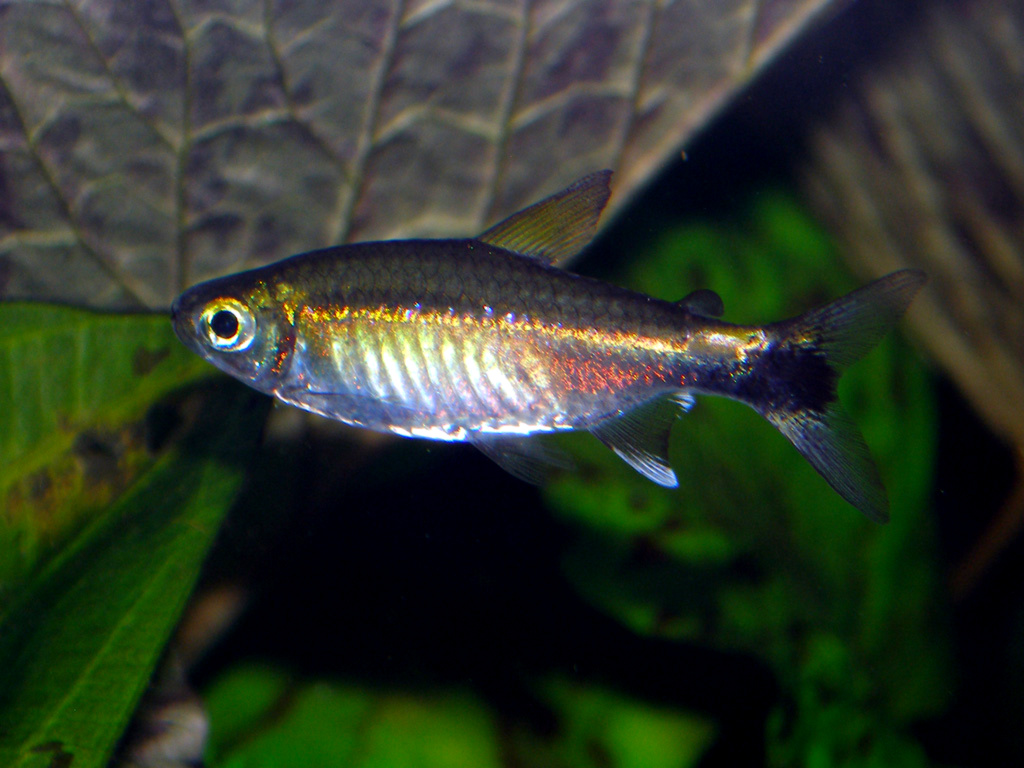
Зелёный неон (Hemigrammus hyanuary)

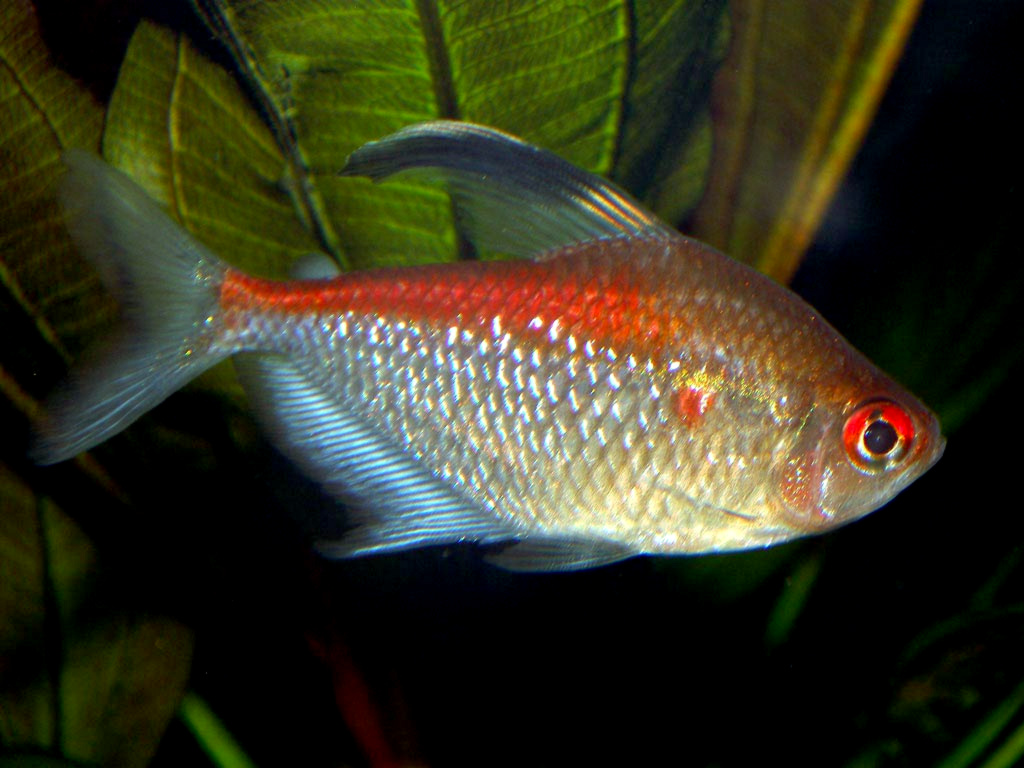

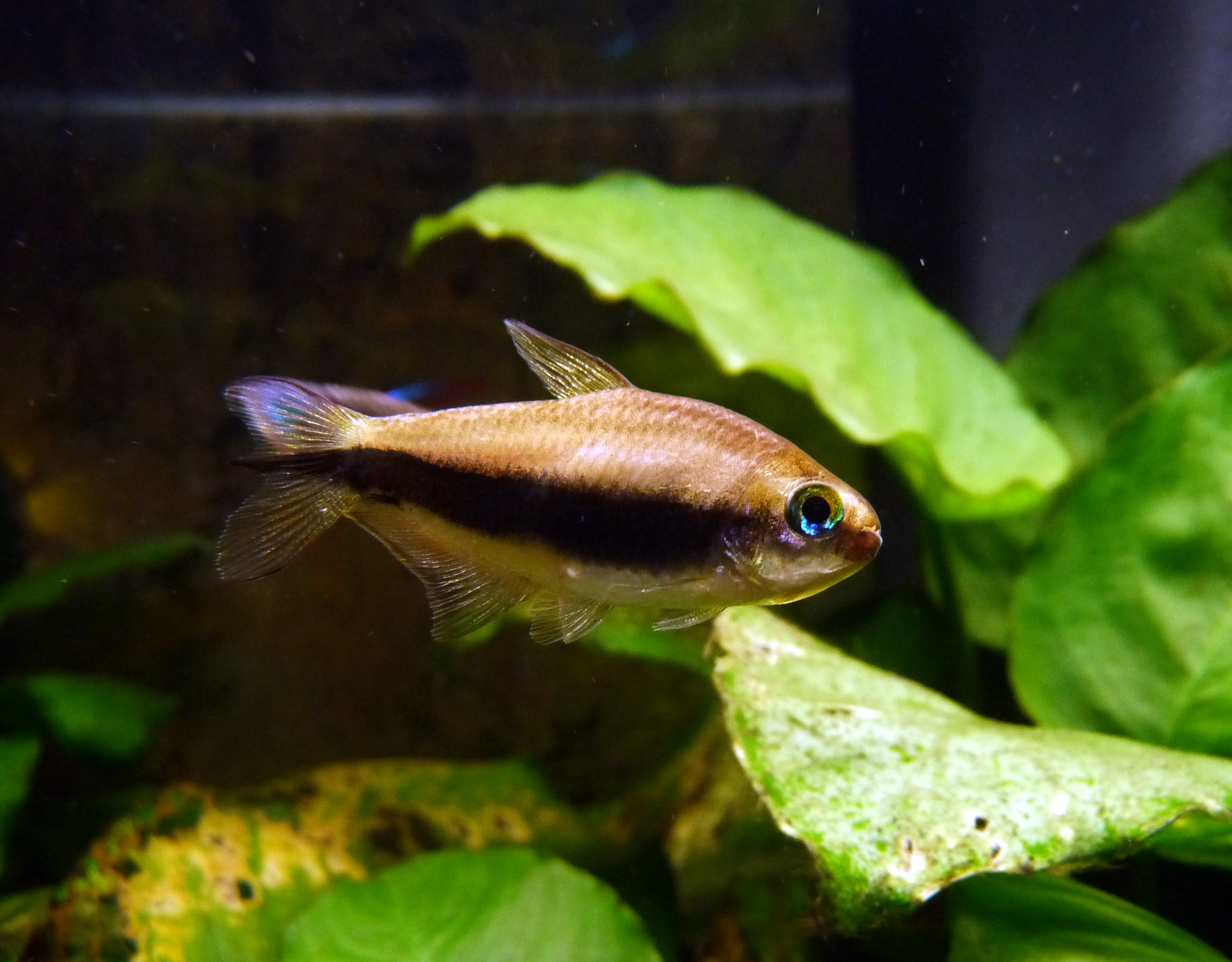
Королевская тетра (Nematobrycon palmeri)

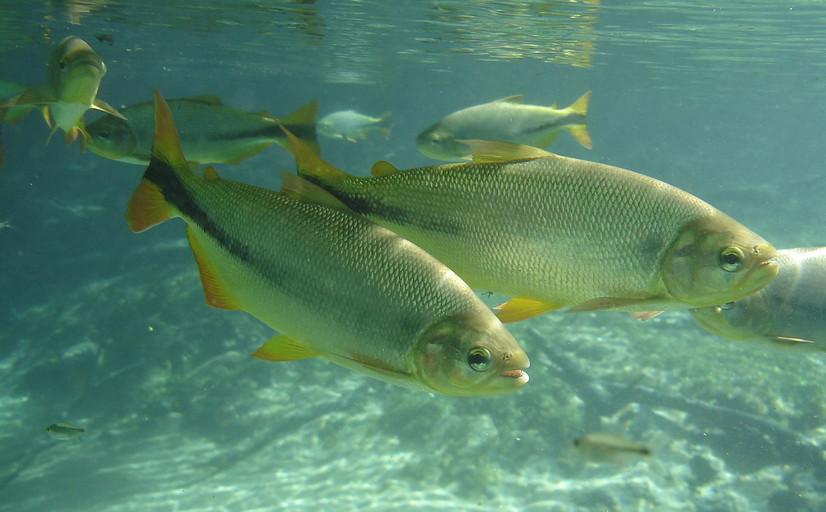

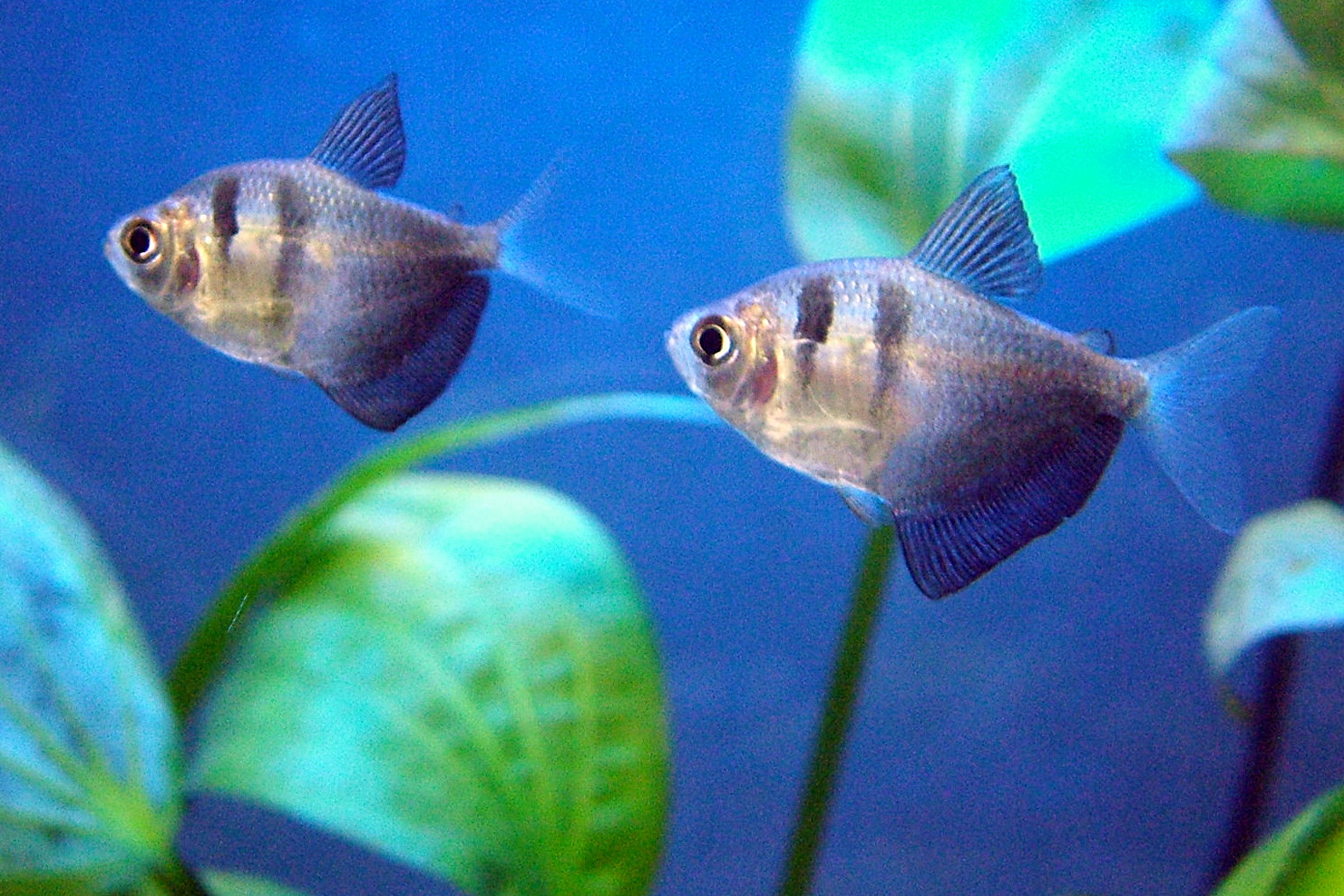
Тернеция (Gymnocorymbus ternetzi)

Харациновые, или хараксовые (лат. Characidae) — семейство пресноводных лучепёрых рыб из отряда харацинообразных. Обитают в Центральной и Южной Америке, в Мексике и юго-западном Техасе, преимущественно в тропических и приэкваториальных областях.
В основном это мелкие мирные стайные рыбы, по экологической нише близкие к мелким карповым. 
Древнейшие ископаемые харациновые найдены в отложениях верхнего миоцена (конец третичного периода).

## Описание
Многие харациновые имеют яркую окраску и используются в качестве аквариумных рыб. Хорошо разводятся в неволе. Для большинства стимуляция нереста связана с симуляцией сезона дождей — сменой большого объёма воды на свежую и более мягкую.
Заметной чертой харациновых является наличие жирового плавника. Эта черта является характерной не только для семейства, но и для всего отряда харацинообразных, а также сомообразных и лососеобразных.

## Классификация
В семействе харациновых 12 подсемейств с приблизительно 165 родами и от 962 до 1231 вида рыб:
- Подсемейство Agoniatinae
  - Agoniates Müller et Troschel, 1845
- Подсемейство Aphyocharacinae
  - Aphyocharax Günther, 1868
  - Leptagoniates Boulenger, 1887
  - Paragoniates Steindachner, 1876
  - Prionobrama Fowler, 1913
  - Rachoviscus Myers, 1926
  - Xenagoniates Myers, 1942
- Подсемейство Bryconinae
  - Brycon Müller et Troschel, 1844 — Бриконы
  - Chilobrycon Géry et de Rham, 1981
  - Henochilus Garman, 1890
- Подсемейство Characinae
  - Acanthocharax Eigenmann, 1912
  - Acestrocephalus Eigenmann, 1910
  - Charax Scopoli, 1777
  - Cynopotamus Valenciennes in Cuvier et Valenciennes, 1850
  - Exodon Muller et Troschel, 1844
  - Galeocharax Fowler, 1910
  - Gnathocharax Fowler, 1913
  - Heterocharax Eigenmann, 1912
  - Hoplocharax Géry, 1966
  - Lonchogenys Myers, 1927
  - Phenacogaster Eigenmann, 1907
  - Priocharax Weitzman et Vari, 1987
  - Roeboexodon Gery, 1959
  - Roeboides Günther, 1864
- Подсемейство Cheirodontinae
  - Acinocheirodon Malabarba et Weitzman, 1999
  - Amazonspinther Bührnheim, Carvalho, Malabarba et Weitzman, 2008
  - Aphyocheirodon Eigenmann, 1915
  - Cheirodon Girard, 1855
  - Cheirodontops Schultz, 1944
  - Compsura Eigenmann, 1915
  - Heterocheirodon Malabarba, 1998
  - Kolpotocheirodon Malabarba et Weitzman, 2000
  - Macropsobrycon Eigenmann, 1915
  - Nanocheirodon Malabarba, 1998
  - Odontostilbe Cope, 1870
  - Prodontocharax Eigenmann et Pearson in Pearson, 1924
  - Pseudocheirodon Meek et Hildebrand, 1916
  - Saccoderma Schultz, 1944
  - Serrapinnus Malabarba, 1998
  - Spintherobolus Eigenmann, 1911
- Подсемейство Clupeacharacinae
  - Clupeacharax Pearson, 1924
- Подсемейство Glandulocaudinae
  - Argopleura Eigenmann, 1913
  - Corynopoma Gill, 1858
  - Diapoma Cope, 1894
  - Gephyrocharax Eigenmann, 1912
  - Glandulocauda Eigenmann, 1911
  - Landonia Eigenmann et Henn, 1914
  - Mimagoniates Regan, 1907
  - Pseudocorynopoma Perugia, 1891
  - Scopaeocharax Weitzman et Fink, 1985
  - Tyttocharax Fowler, 1913
  - Xenurobrycon Myers et Miranda Ribeiro, 1945
- Подсемейство Iguanodectinae
  - Iguanodectes Cope, 1872
  - Piabucus Oken, 1817
- Подсемейство Rhoadsiinae
  - Carlana Strand, 1928
  - Nematocharax Weitzman, Menezes et Britski, 1986
  - Parastremma Eigenmann, 1912
  - Rhoadsia Fowler, 1911
- Подсемейство Stethaprioninae
  - Brachychalcinus Boulenger, 1892
  - Orthospinus Reis, 1989
  - Poptella Eigenmann, 1908
  - Stethaprion Cope, 1870
- Подсемейство Tetragonopterinae
  - Tetragonopterus Cuvier, 1816
- Characidae incertae sedis
  - Acrobrycon Eigenmann et Pearson, 1924
  - Aphyocharacidium Gery, 1960
  - Aphyodite Eigenmann, 1912
  - Astyanacinus Eigenmann, 1907
  - Astyanax Baird et Girard, 1854 — Астианаксы[5]
  - Atopomesus Myers, 1927
  - Attonitus Vari et Ortega, 2000
  - Aulixidens Böhlke, 1952
  - Axelrodia Géry, 1965
  - Bario Myers, 1940
  - Boehlkea Géry, 1966
  - Bramocharax Gill in Gill et Bransford, 1877
  - Brittanichthys Géry, 1965
  - Bryconacidnus Myers in Eigenmann et Myers, 1929
  - Bryconadenos Weitzman, Menezes, Evers et Burns, 2005
  - Bryconamericus Eigenmann in Eigenmann, McAtee et Ward, 1907
  - Bryconella Gery, 1965
  - Bryconexodon Géry, 1980
  - Bryconops Kner, 1858
  - Caiapobrycon Malabarba et Vari, 2000
  - Ceratobranchia Eigenmann in Eigenmann, Henn et Wilson, 1914
  - Chalceus Cuvier, 1818
  - Chrysobrycon Weitzman et Menezes, 1998
  - Coptobrycon Géry, 1966
  - Creagrutus Günther, 1864
  - Ctenobrycon Eigenmann, 1908
  - Cyanocharax Malabarba et Weitzman, 2003
  - Dectobrycon Zarske & Géry, 2006
  - Deuterodon Eigenmann in Eigenmann, McAtee et Ward, 1907
  - Engraulisoma Castro, 1981
  - Genycharax Eigenmann, 1912
  - Grundulus Valenciennes in Cuvier et Valenciennes, 1846
  - Gymnocharacinus Steindachner, 1903
  - Gymnocorymbus Eigenmann, 1908
  - Gymnotichthys Fernández-Yépez, 1950
  - Hasemania Ellis, 1911
  - Hemibrycon Günther, 1864
  - Hemigrammus Gill, 1858
  - Hollandichthys Eigenmann, 1910
  - Hyphessobrycon Durbin in Eigenmann, 1908 — Хифессобриконы
  - Hypobrycon Malabarba et Malabarba, 1994
  - Hysteronotus Eigenmann, 1911
  - Inpaichthys Géry et Junk, 1977
  - Iotabrycon Roberts, 1973
  - Jupiaba Zanata, 1997
  - Knodus Eigenmann, 1911
  - Lepidocharax Ferreira, Menezes et Quagio-Grassiotto, 2011
  - Leptobrycon Eigenmann, 1915
  - Lignobrycon Eigenmann et Myers, 1929
  - Lophiobrycon Castro, Ribeiro, Benine et Melo, 2003
  - Markiana Eigenmann, 1903
  - Microgenys Eigenmann, 1913
  - Microschemobrycon Eigenmann, 1915
  - Mixobrycon Eigenmann, 1915
  - Moenkhausia Eigenmann, 1903
  - Monotocheirodon Eigenmann et Pearson in Pearson, 1924
  - Myxiops Zanata et Akama, 2004
  - Nantis Mirande, Aguilera et Azpelicueta, 2006
  - Nematobrycon Eigenmann, 1911
  - Odontostoechus Gomes, 1947
  - Oligobrycon Eigenmann, 1915
  - Oligosarcus Gunther, 1864
  - Othonocheirodus Myers, 1927
  - Oxybrycon Géry, 1964
  - Paracheirodon Gery, 1960 — Неоны
  - Parapristella Gery, 1964
  - Parecbasis Eigenmann, 1914
  - Petitella Géry et Boutière, 1964
  - Phallobrycon Menezes, Ferreira et Netto-Ferreira, 2009
  - Phenacobrycon Eigenmann, 1922
  - Phenagoniates Eigenmann et Wilson in Eigenmann, Henn et Wilson, 1914
  - Piabarchus Myers, 1928
  - Piabina Reinhardt, 1867
  - Planaltina Bohlke, 1954
  - Pristella Eigenmann, 1908 — Пристеллы
  - Probolodus Eigenmann, 1911
  - Psellogrammus Eigenmann, 1908
  - Pseudochalceus Kner, 1863
  - Pterobrycon Eigenmann, 1913
  - Ptychocharax Weitzman, Fink, Machado-Allison et Royero, 1994
  - Pygopristis Muller et Troschel, 1844
  - Rhinobrycon Myers, 1944
  - Rhinopetitia Géry, 1964
  - Salminus Agassiz, 1829
  - Schultzites Géry, 1964
  - Scissor Günther, 1864
  - Serrabrycon Vari, 1986
  - Stichonodon Eigenmann, 1903
  - Stygichthys Brittan et Böhlke, 1965
  - Thayeria Eigenmann, 1908
  - Thrissobrycon Böhlke, 1953
  - Triportheus Cope, 1872
  - Trochilocharax Zarske, 2010
  - Tucanoichthys Géry et Römer, 1997
  - Tyttobrycon Géry, 1973

### Альтернативная классификация
Классификация группы не устоялась даже на уровне семейства — некоторые систематики выделяют часть таксонов харациновых в отдельные семейства:
- Семейство Bryconidae[6][7][8], включает 2 подсемейства
  - Подсемейство Bryconinae (3 рода)
  - Подсемейство Salmininae (род Salminus)
- Семейство Iguanodectidae[9][10][11], включает 1 подсемейство и 1 род, не включённый в подсемейство
  - Род Bryconops
  - Подсемейство Iguanodectinae (2 рода)
- Семейство Triportheidae[12][13], включает или 3 монотипических подсемейства и 2 рода, не включённых в подсемейства, или 5 родов
  - Роды Engraulisoma, Lignobrycon
  - Подсемейство Agoniatinae (род Agoniates)
  - Подсемейство Clupeacharacinae (род Clupeacharax)
  - Подсемейство Triportheinae (род Triportheus)

В самом семействе харациновых те же систематики выделяют подсемейства:
- Подсемейство Aphyoditeinae
  - Роды Aphyodite, Microschemobrycon, Parecbasis
- Подсемейство Gymnocharacinae
  - Роды Coptobrycon, Grundulus
- Подсемейство Stevardiinae
  - Роды Acrobrycon, Argopleura, Attonitus, Bryconacidnus, Bryconadenos, Ceratobranchia, Chrysobrycon, Cyanocharax, Hypobrycon, Landonia, Lepidocharax, Monotocheirodon, Nantis, Odontostoechus, Piabarchus, Piabina, Rhinobrycon

При выделении подсемейства Stevardiinae положении подсемейства Glandulocaudinae становится неопределённым: либо оно остаётся валидным, передав часть родов в Stevardiinae (по версии NCBI), либо его объявляют младшим синонимом Stevardiinae.

## Фотогалерея

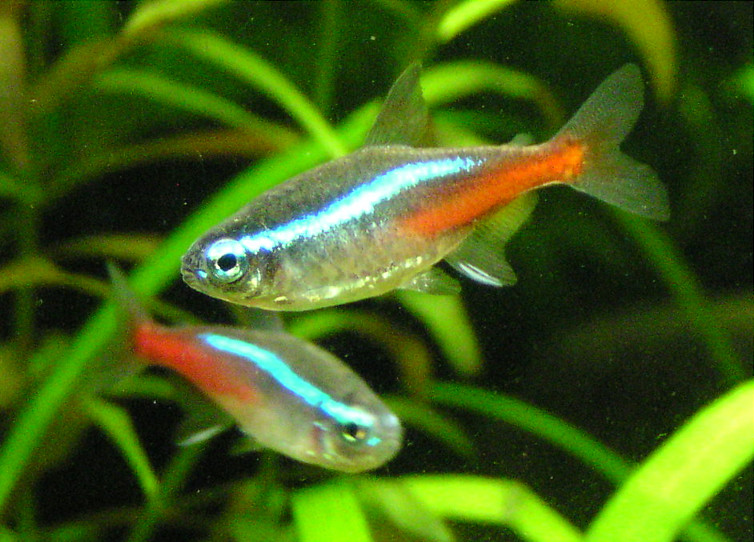
Неон обыкновенный (Paracheirodon innesi)
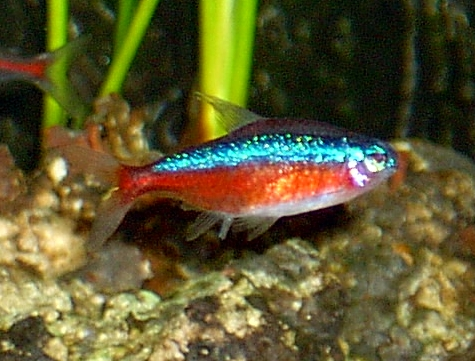
Неон красный (Paracheirodon axelrodi)
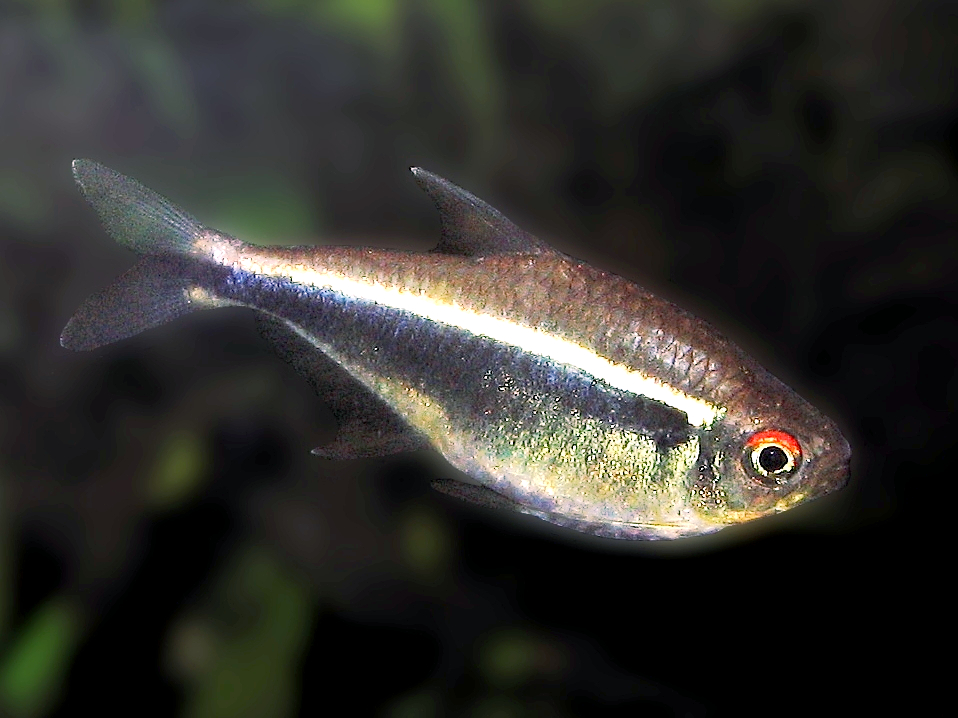
Неон чёрный (Hyphessobrycon herbertaxelrodi)
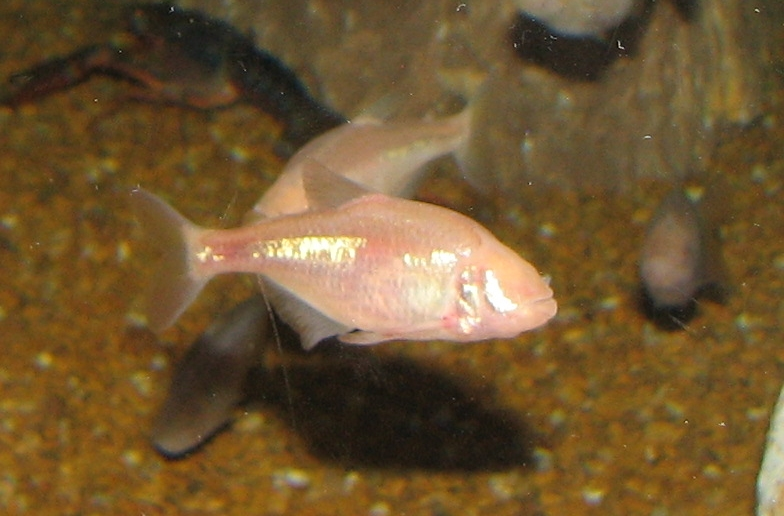
Слепая рыбка (Astyanax mexicanus)
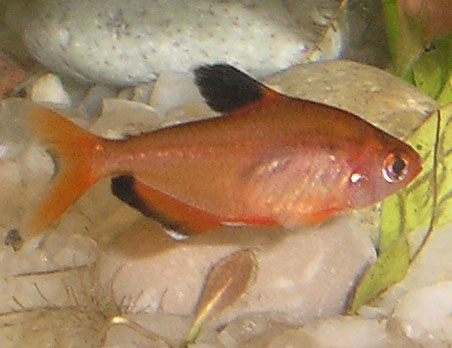
Минор (Hyphessobrycon minor)
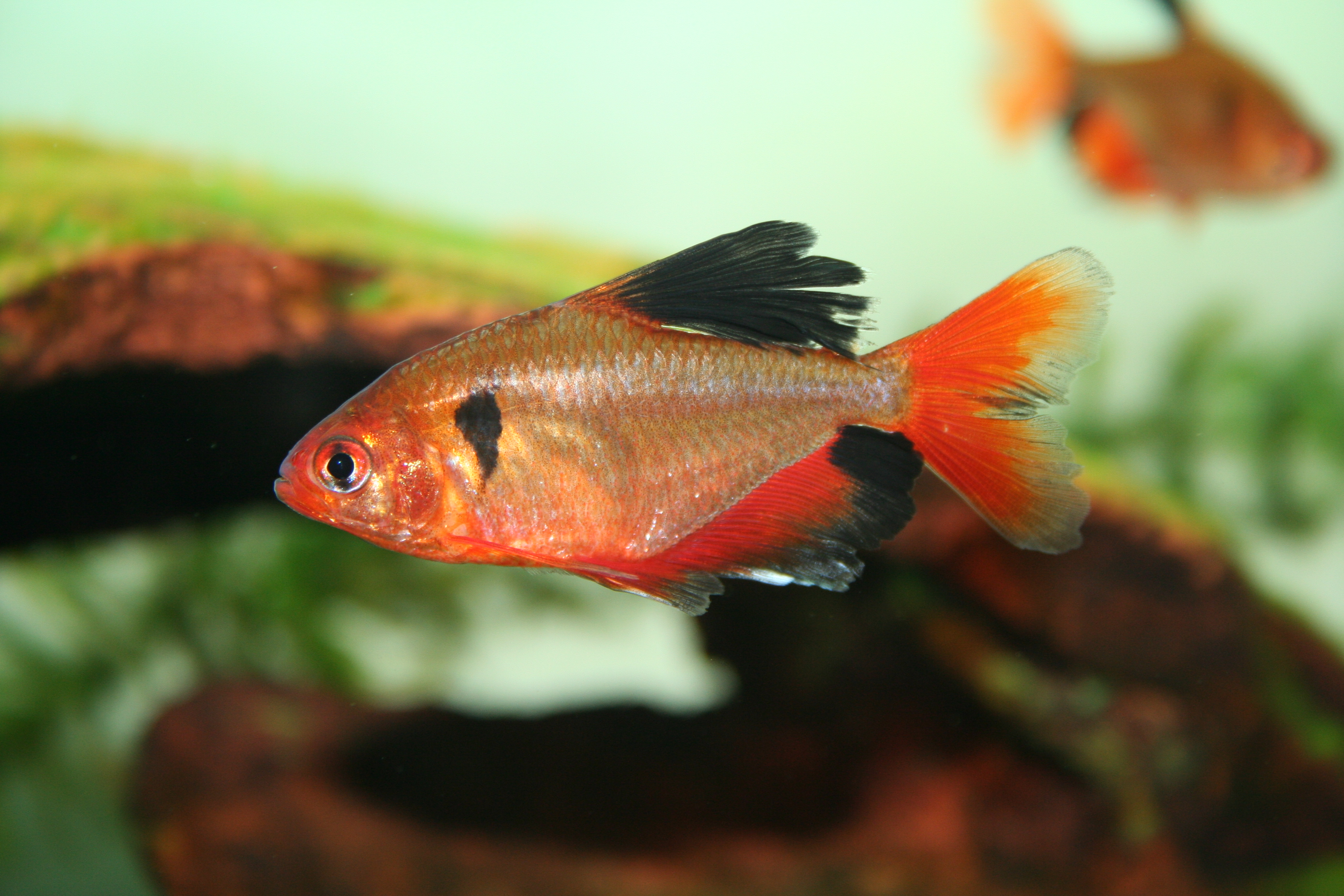
Серпас (Hyphessobrycon eques)
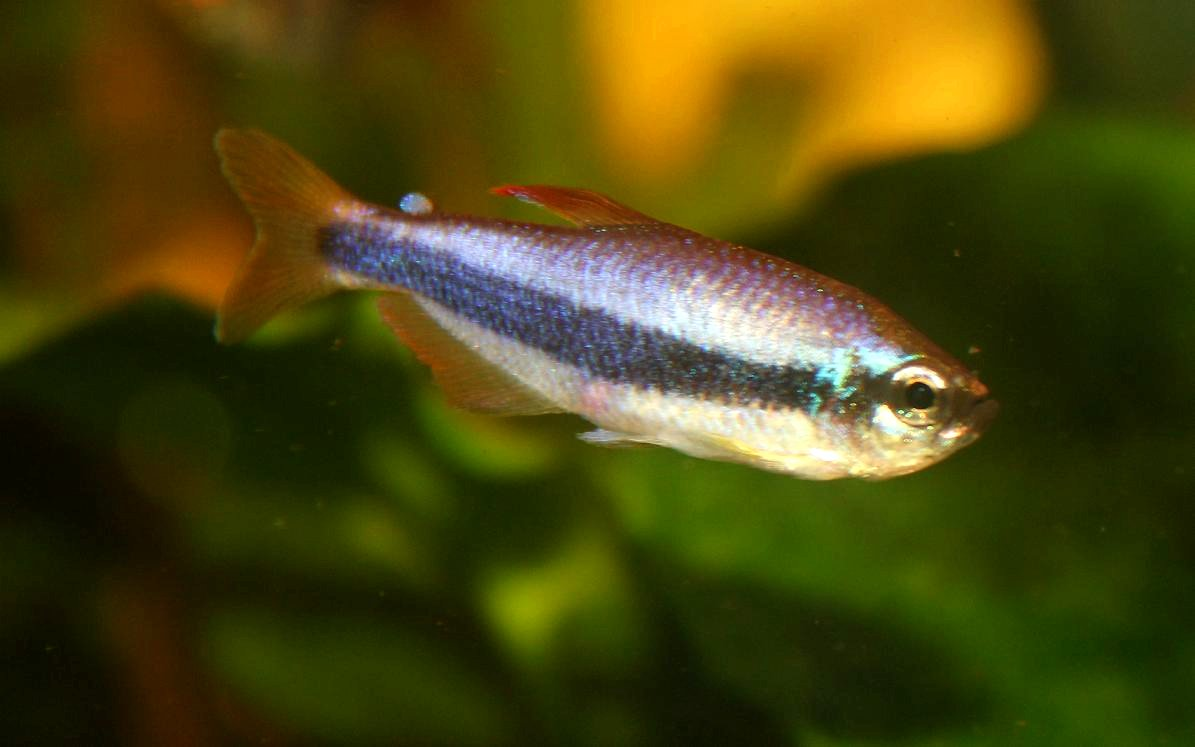
Ложная королевская тетра (Inpaichthys kerri)
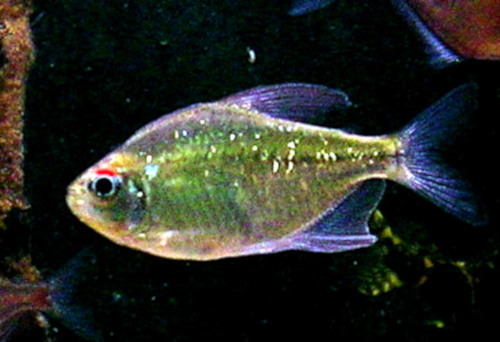
Бриллиантовая тетра (Moenkhausia pittieri)
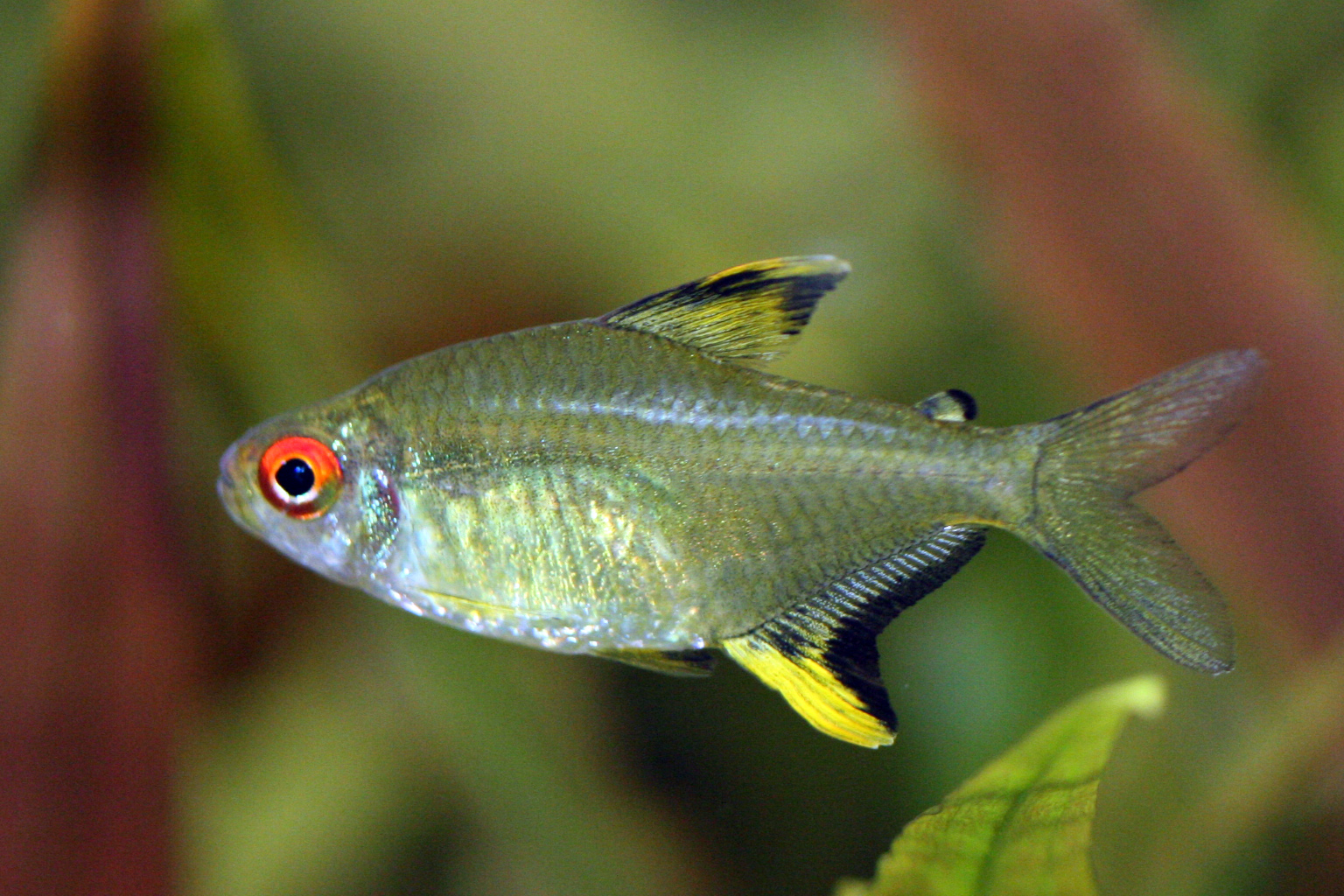
Лимонная тетра (Hyphessobrycon pulchripinnis)
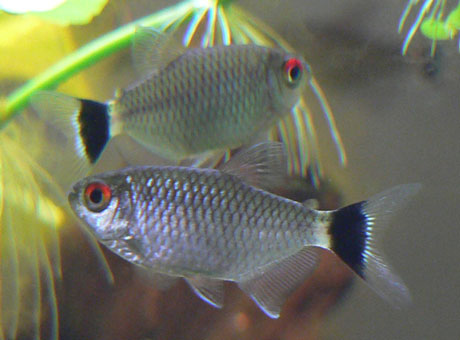
Розовая мюнхаузия